# Three Horses Beer

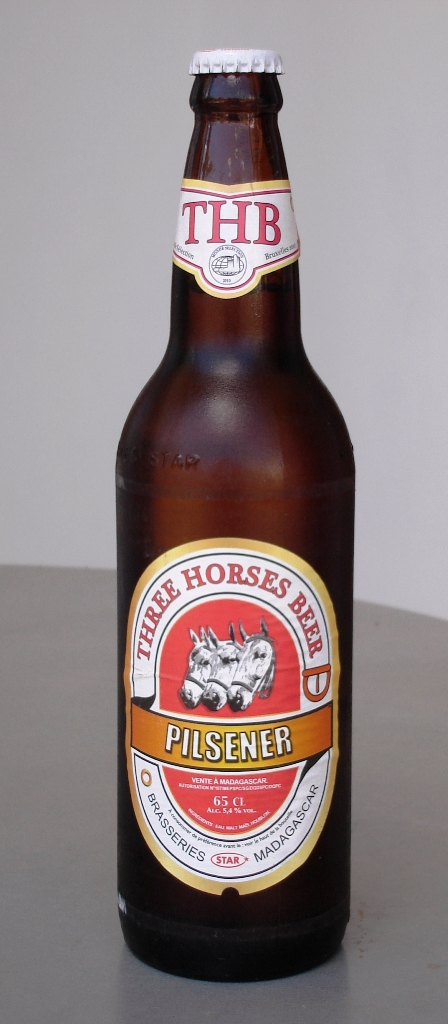
Большая бутылка THB Pilsener с новом логотипом компании (од 2011)

Three Horses Beer, THB — светлое пиво, производимое мадагаскарской пивоваренной компанией «Стар». Содержание алкоголя — 5,4 % об.
Продаётся в малых (33 сл) и больших (65 сл) бутылках обычно тёмного цвета по всему Мадагаскару.
Кроме Мадагаскара, продаётся на Реюньоне, Майотте и Коморах, а также во Франции.
Признаётся народным пивом Мадагаскара и является самым популярным пивом там.
Наиболее популярным сортом является THB Pilsener. Кроме него, существуют также сорта Special (6,2 % об.), Lite (1 % об.) и Fresh (1 % об.).
Марка THB существует с 1958 года и является официальным спонсором Чемпионата Мадагаскара по футболу.

## Галерея

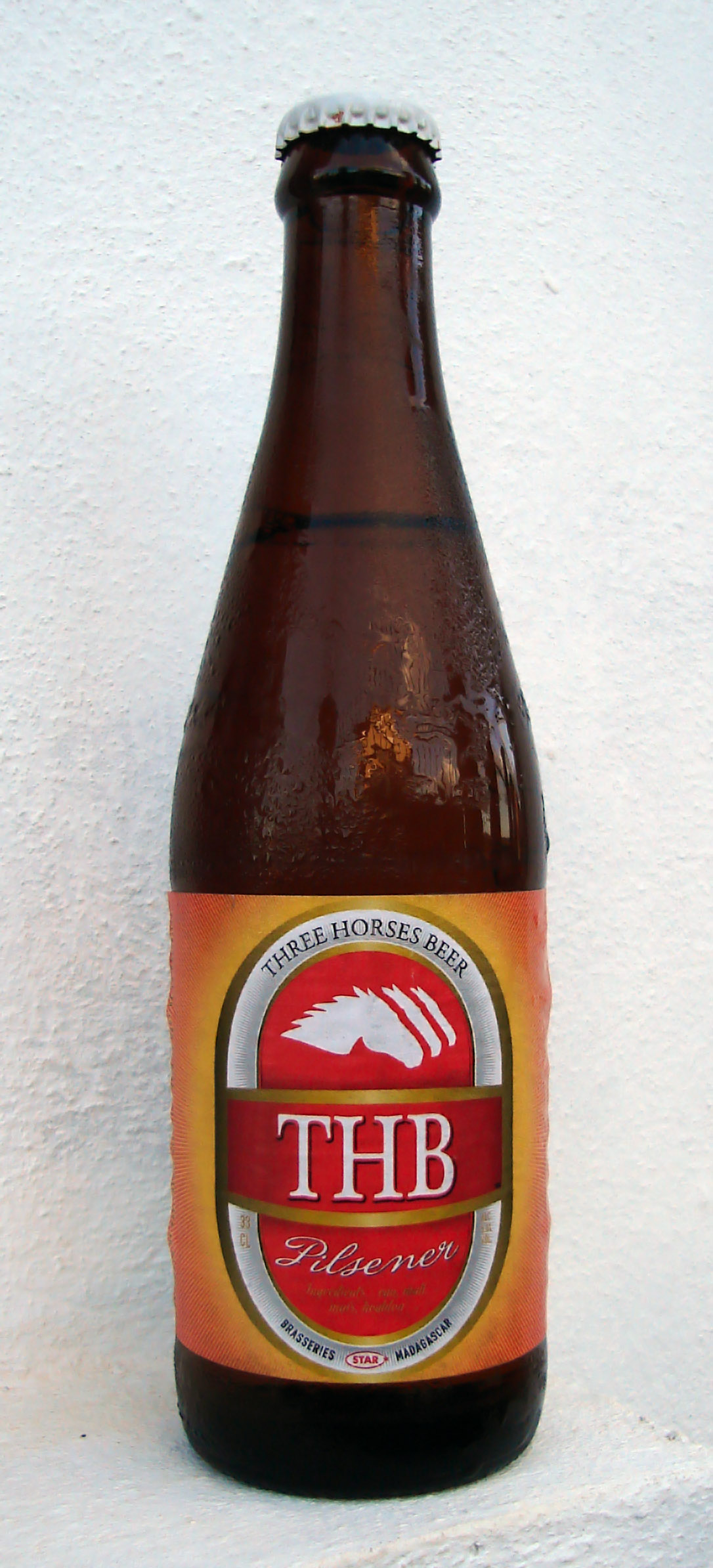
Малая бутылка THB
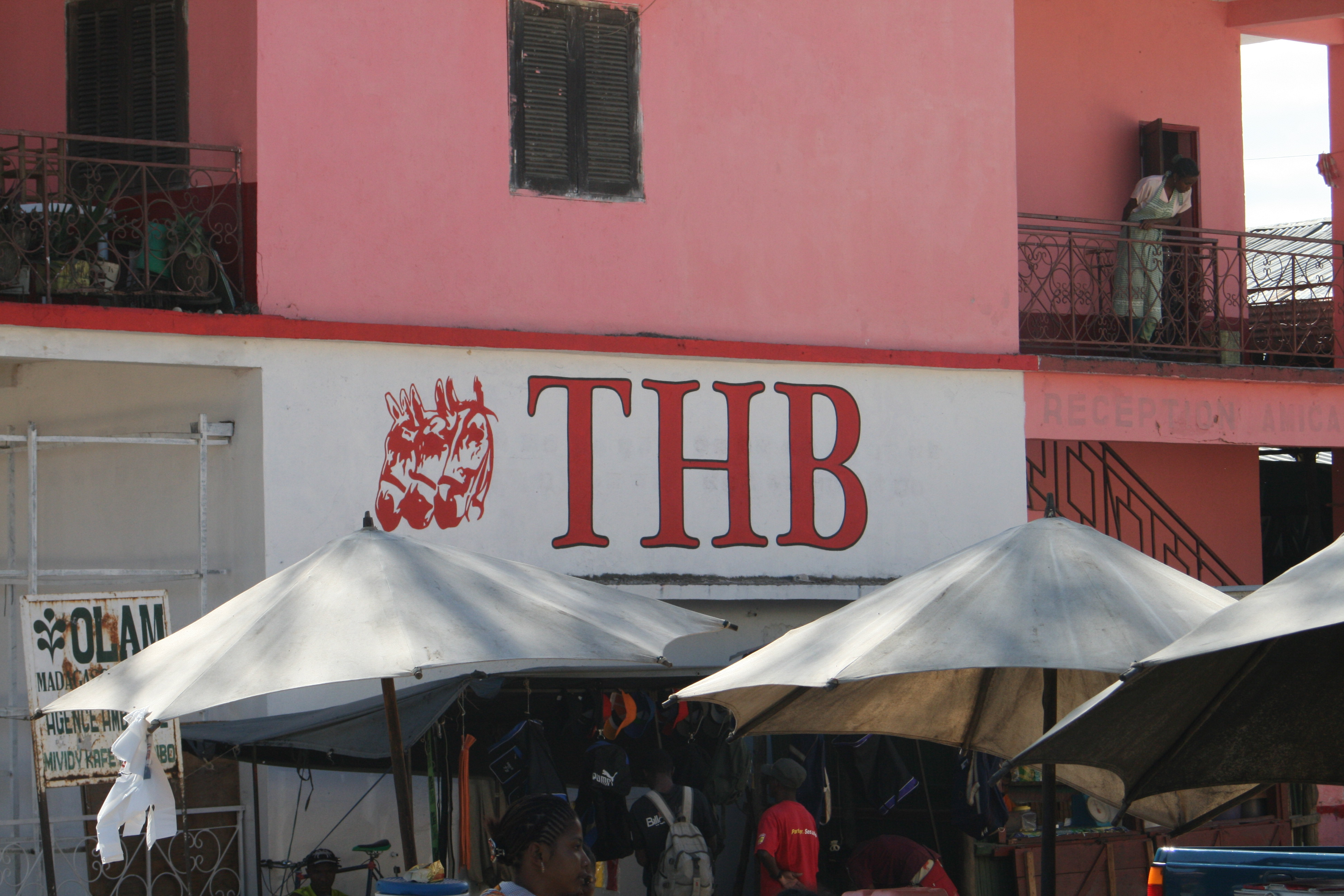
Логотип компании на одном из пабов в Мадагаскарe
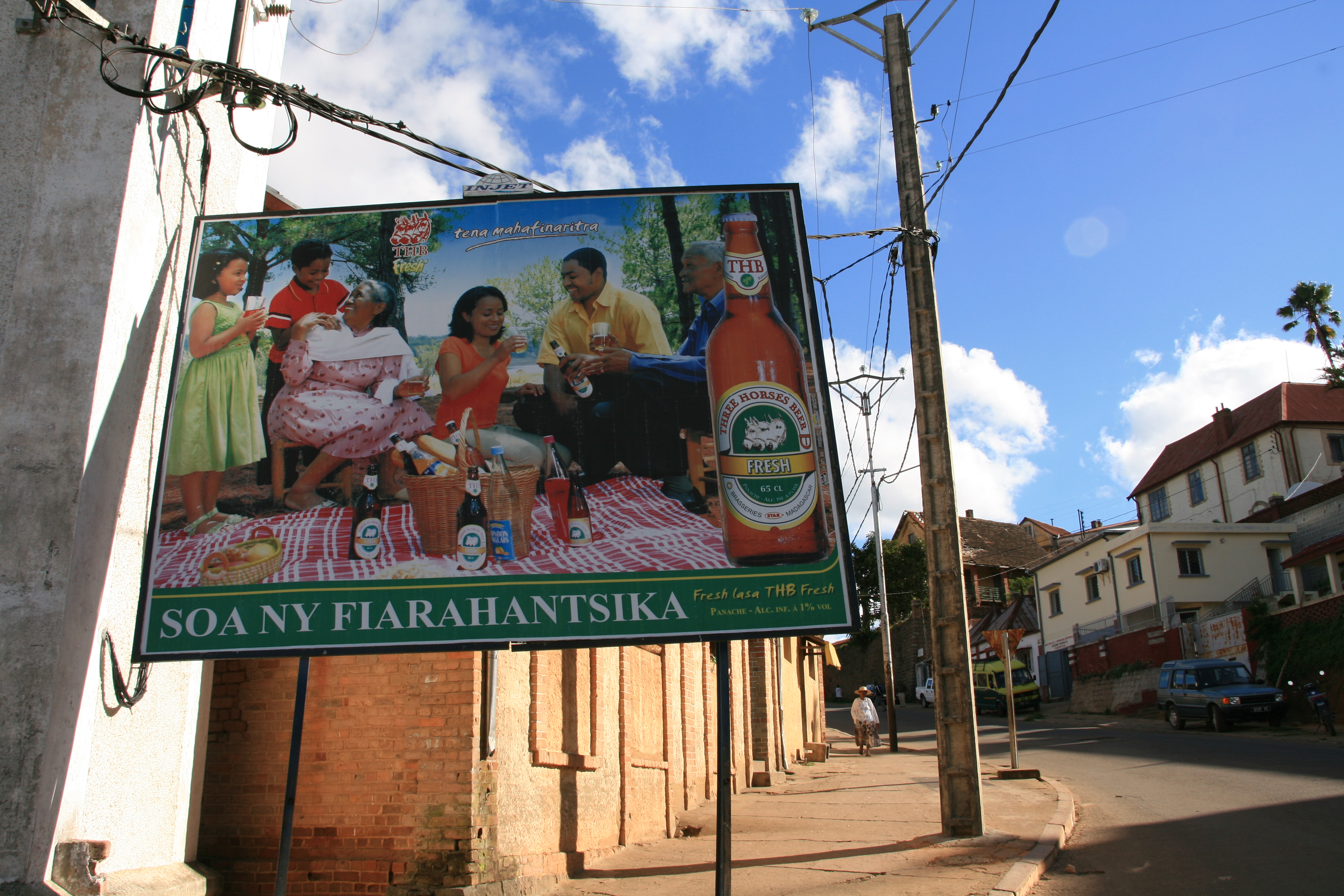
Реклама компании в Фианаранцуа